# Ota Bubeníček

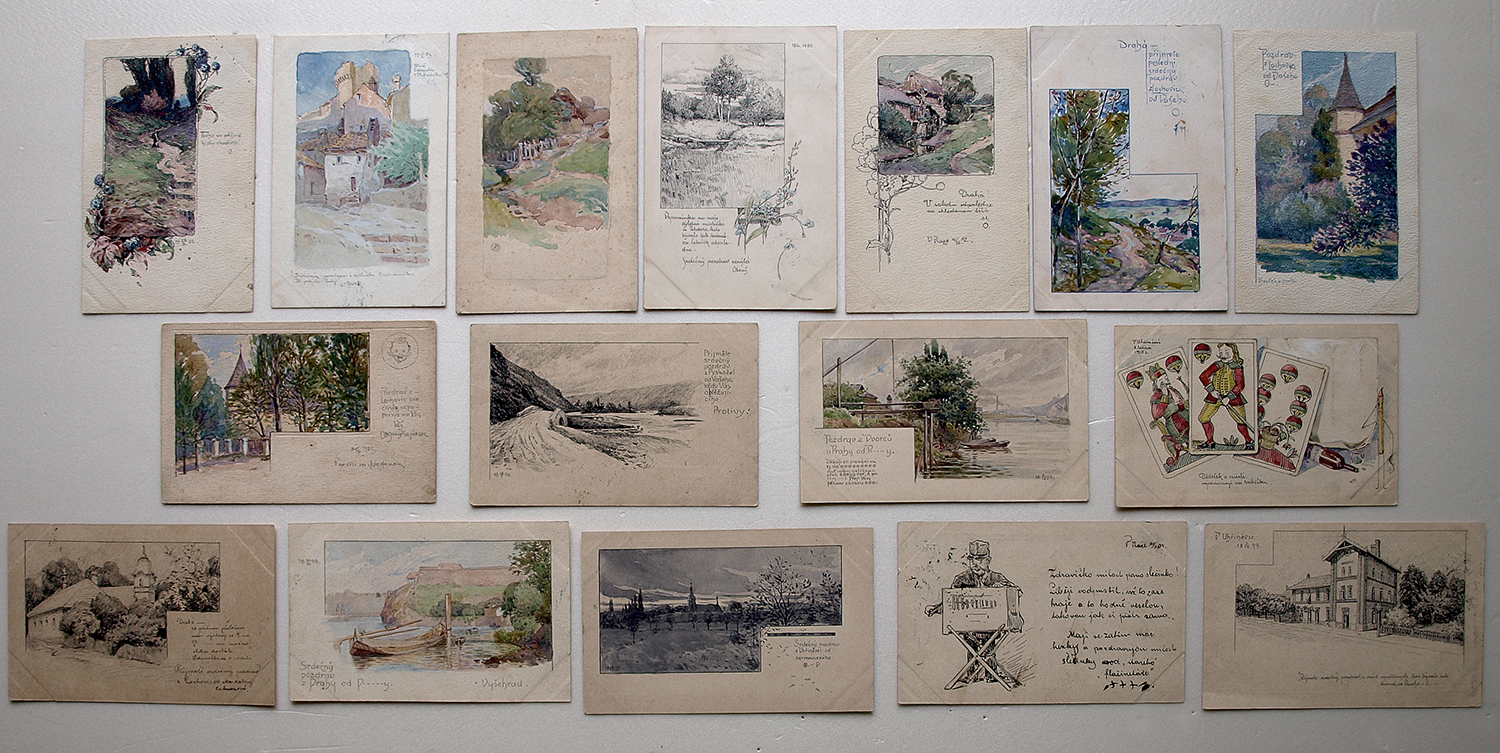
Ota Bubeníček

Ota Bubeníček, křtěn Oto Rudolf (31. října 1871 Uhříněves u Prahy – 10. září 1962 Mladá Vožice), byl český akademický malíř, loutkářský průkopník, herec a sokol, žák profesora Julia Mařáka.

## Studia
Ota Bubeníček vyrůstal v umělecky založené rodině řídícího učitele Josefa Bubeníčka. Otec připravoval nejmladšího syna (sourozenci - Berta Bubeníčková - Bukačová 1852-1943, Jaroslav Bubeníček 1854, Jindřich Bubeníček 1856-1935, Marie Bubeníčková 1859, Karel Bubeníček 1863) na hudební dráhu. Studoval reálku, ale z ní nastoupil do učení a potom řadu roků pracoval jako litograf v pražském Haasově grafickém závodě. Uplatnil zde svůj talent, ale starší bratr Jindřich – malíř, grafik a loutkář (1856–1935) již dříve přivedl Otu k malířství. Touha po umělecké volnosti ho zavedla na Akademii výtvarných umění v Praze. Studoval zde v letech 1898–1904. Nejvíce se věnoval krajinomalbě a umělecky byl zejména ovlivněn Juliem Mařákem, u kterého však měl možnost studovat pouze jeden školní rok. Čerpal také z rad a tvorby profesorů Antonína Slavíčka a Rudolfa von Ottenfelda. Během studia získal Purmannovo krajinářské stipendium. Po studiu v letech 1905 a 1906 mu bylo uděleno absolventské Hlávkovo cestovní stipendium.

## Život umělce

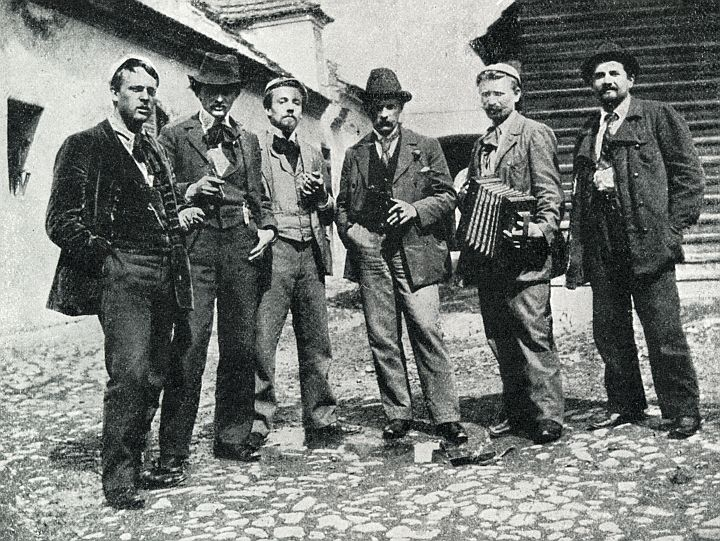
Mařákovi žáci, zleva – Kalvoda, Langer, Sátra, Ullmann, Bubeníček, Lolek

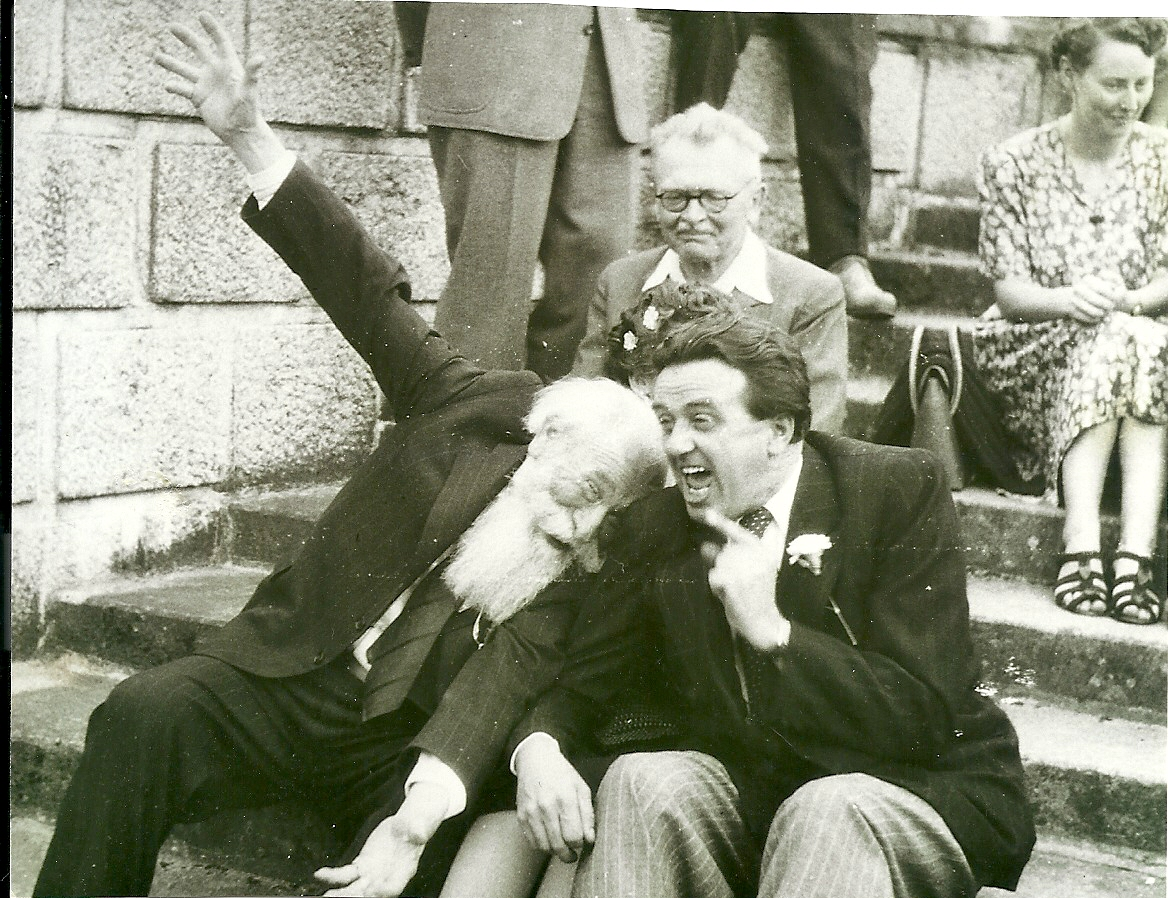
Ota Bubeníček, Vavřík-Rýz, rež. Machoň (?)

### Malíř krajinář

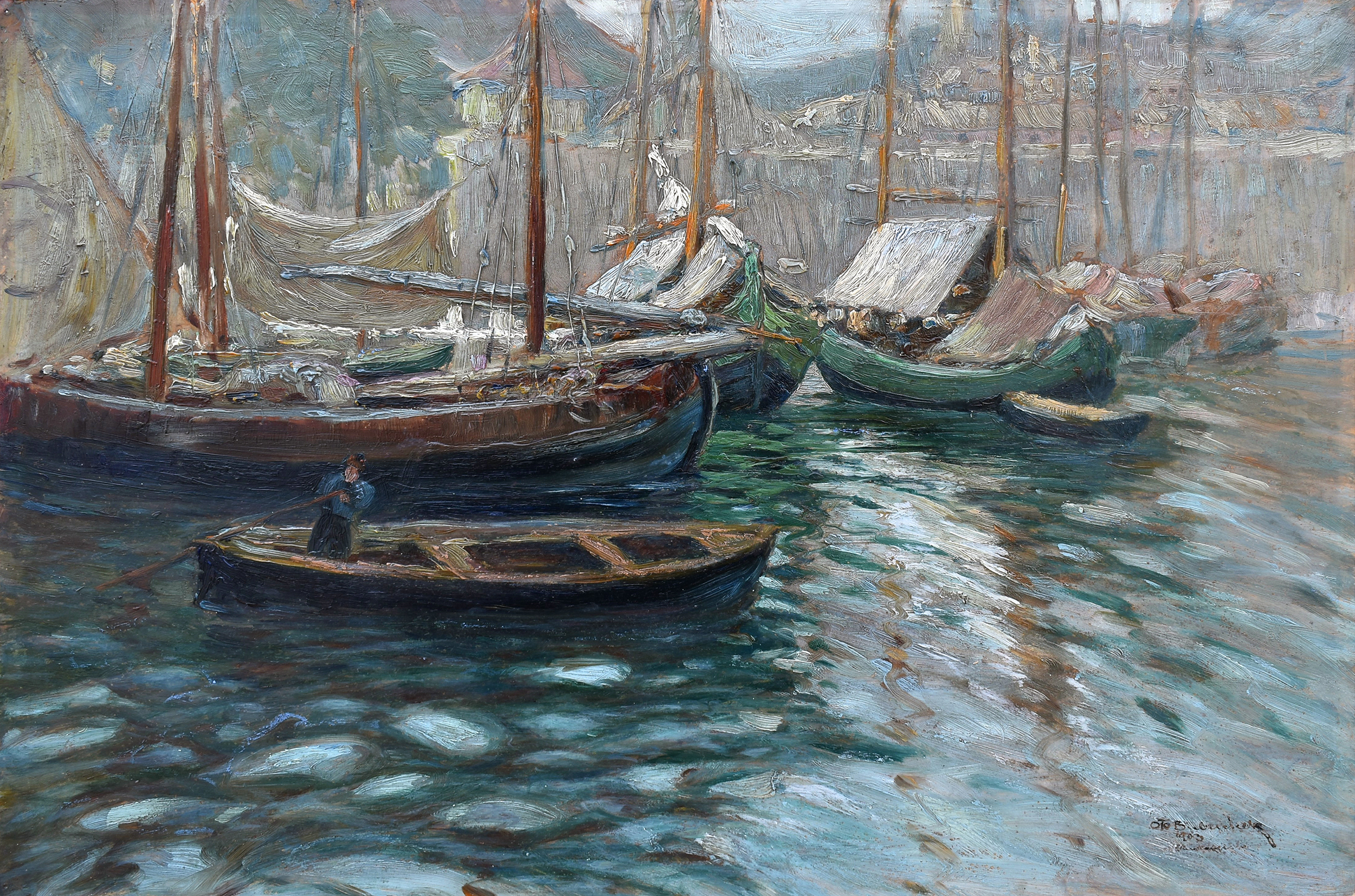
Ota Bubeníček – Dubrovník (1903)

Hlavním motivem Oty Bubeníčka je český venkov v různých obdobích roku, chalupy, košaté stromy, rybníčky a pole. Obrazy s krajinomalbou byly malovány v duchu realismu, s neporušeným charakterem přírody, bohatou barevností a stylizovaností. Neopomněl ani na lidovou architekturu. Jeho malby jsou v dnešní době i dokumentární. První známé obrazy z období začátků studia jsou malovány u Podleského rybníka v Uhřiněvsi. Školní exkurze směřovaly postupně na Okoř, do Lochovic u Zdic, Loděnice u Berouna a Čimelic u Tábora. V roce 1903 (snad společně ? se spolužáky A. Satrou a K. Langerem) cestuje do Dalmácie a severní Itálie. Maluje řadu obrazů se skalnatým a kamenitým pobřežím (např. Pod klášterem St. Giacomo v Dubrovníku). V roce 1905 zastupuje prof. Ottenfelda na pobytu krajinářské školy v Ratajích nad Sázavou. V témže roce na podzim cestuje díky Hlávkovu stipendiu do Nizozemí, Belgie a Francie. V roce 1907 opětovně díky stipendiu do Francie, kde maluje impresionisticky pojatý obraz Paříž. V letech 1907 až 1908 maloval na moravském Valašsku (Vsetín a Horní Bečva), od roku 1909 v jižních Čechách (Čížová u Písku, Protivín, Prachaticko a Strakonicko), poté i na dalších místech (Týnec nad Sázavou, Železné Hory, Turnovsko, Jilemnice a jinde). V tomto období vytváří osobitou syntézu luminismu, secese a pozdního neoimpresionismu, která se opírá o dělený rukopis, výraznou ale až na výjimky citlivou barevnost (např. U rybníka, V ranní mlze, V zahradě, Luční potůček a Samota).
První světová válka přerušila jeho toulky s malířskou tornou po vlastech českých; byl jako vojín přidělen (s jinými malíři a sochaři) k restaurování poničených Assamových fresek a k znovuzřízení vnitřku kostela sv. Mikuláše na Staroměstském náměstí v Praze. Po první světové válce strávil kratší čas na Slovensku (1919–1920 a opětovně 1936–1937). Zejména však maloval u Svratky a Litavky. Od roku 1932 až do své smrti žil a pracoval v Mladé Vožici u Tábora. V tomto období se již plně vrací k realisticko romantickému ztvárnění české krajiny a k více splývavému rukopisu (např. Lípa u kapičky na Souhradí, Zimní podvečer u Panského mlýna, Mladá Vožice od Mikulášského rybníka a Šelmberk od Mikuláše). Za druhé světové války byl roku 1943 gestapem zatčen a v Táboře vyslýchán v souvislosti s pátráním po přechovávané ilegální vysílačce.
Do vysokého stáří Bubeníček kreslil i maloval, vystavoval a stal se jedním z nejoblíbenějších Mařákovců vůbec.[zdroj⁠?!]

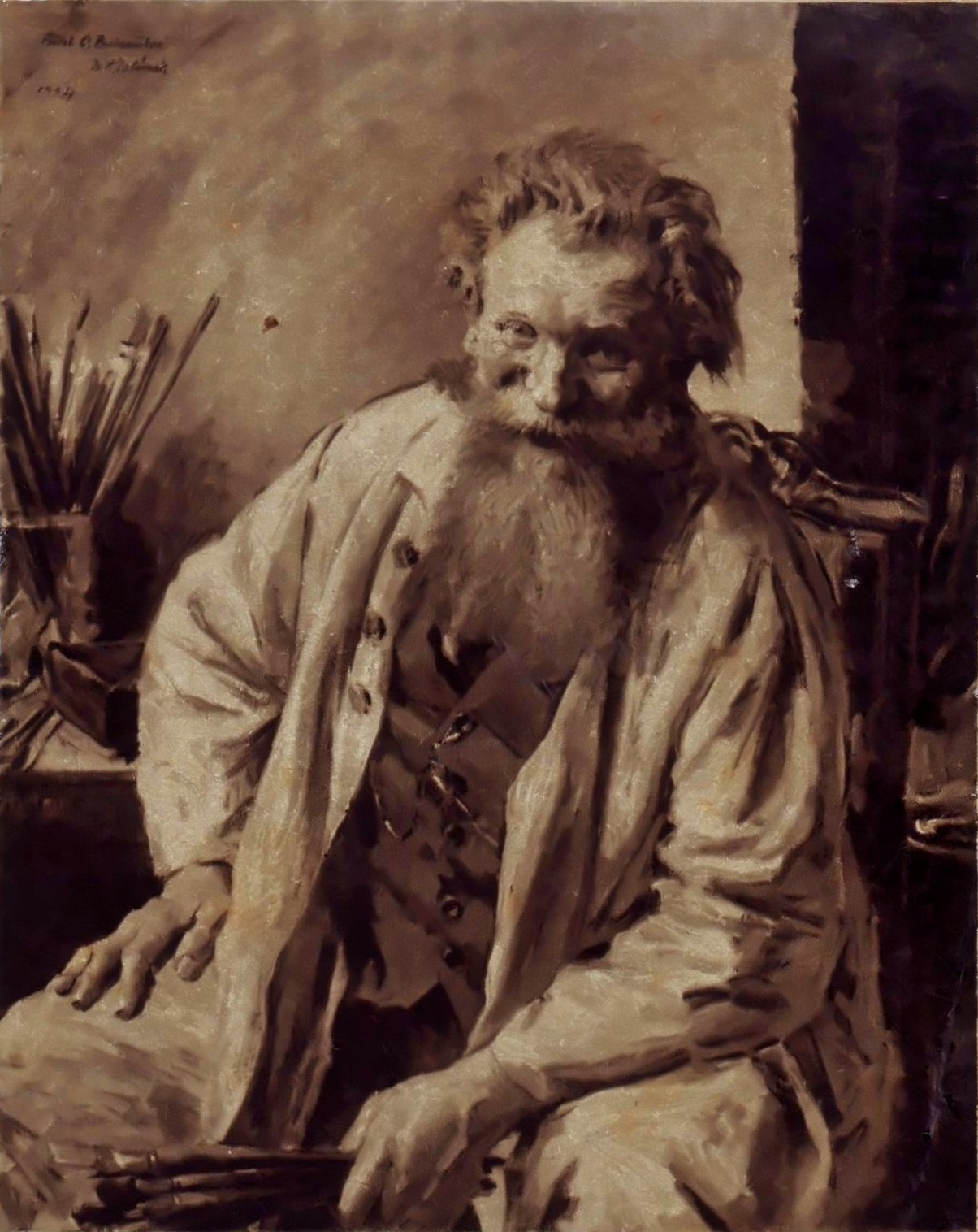
Podobizna ak. malíře Oty Bubeníčka od ak. malíře Fr. A. Jelínka

### Loutkoherec
U Oty Bubeníčka kromě malířství byla významná práce loutkářská (stejně jako u bratrů Jaroslava a Jindřicha). Zájmem o loutkové divadlo pomáhal zvyšovat jeho uměleckou úroveň. S Vítem Skálou provozoval maňáskové divadlo už na AVU, poté na večerech Jednoty umělců výtvarných a v Kabaretu Lucerna (1910 až 1911). V roce 1914 se stal jedním ze zakladatelů Loutkového divadla Umělecké výchovy na Vinohradech, kde kromě herectví – recitací, vytvořil návrhem i malbou dekorace k mnoha divadelním inscenacím. Vzpomínky zachytil v publikaci Jubilejní vzpomínka na loutkaření v naší Jednotě.
Pro rodinná loutková divadla výtvarně spolupracoval na první a páté sérii tištěných Dekorací českých umělců (v letech 1913 a 1923). Spoluzaložil marionetové divadlo. V souladu s estetickou výchovou dětí se snažil o harmonii barevného a kompozičního vyznění scény. Svou tvorbou významně ovlivnil řadu amatérských loutkářů.[zdroj?]

### Film
Ota Bubeníček se objevil i na filmovém plátně – ač povoláním neměl s kinematografií nic společného. Svou postavu a výrazný zjev (plnovous, dlouhé kníry, rozčepýřené vlasy) předvedl v hlavní filmové roli (malíře Jana Boreckého) v operetě z roku 1933 U svatého Antoníčka režiséra Svatopluka Innemanna. Jeho hraní před kamerou bylo překvapením pro uměleckou veřejnost; nejen věkem (62 let) ale i jako doklad osobnosti Oty Bubeníčka. Dále je zachycen v amatérském filmu Mladá Vožice na konci druhé světové války z roku 1945 coby nejstarší člen nově zvoleného Národního výboru.

### Rodinný život
Dne 21. listopadu 1908 se v Praze na Vinohradech oženil s Hedvikou Makešovou (1875-1961), s kterou měl dceru, později malířku Hedu Bubeníčkovou-Pekařovou (1910-2001). Smrt jeho ženy Hedviky, s kterou prožil 53 let, byla i jednou z příčin jeho smrti ve věku bezmála 91 let (ostatně i někteří jeho sourozenci a i dcera Heda se dožili podobného věku jako on).

## Výstavy
- 1901 – Krasoumná jednota, Rudolfinum, první vystoupení, obraz Pod hrází
- 1909 – Mezinárodní výstava v Mnichově, obraz Z Valašska
- 1909 – O. Bubeníček, souborná výstava, Topičův salón, Praha
- 1913 – Mezinárodní výstava v Londýně, obrazy Valašská pila a mlýn a Jihočeský statek
- 1916 – O. Bubeníček, zimní krajiny a motivy ze Splitu, Rubešova galerie, Praha
- 1922 – O. Bubeníček, Obecní dům, Praha, a rovněž Hradec Králové
- 1926 – Mezinárodní výstava v Benátkách, obraz Předjaří v Krkonoších (resp.V březnu pod Kokrháčem)
- 1929 – Mezinárodní výstava v Oslu a Bergenu, obraz Předjaří pod Žalým
- 1932 – O. Bubeníček, F. Kaván a J. Panuška, 64. výstava JUV v Praze, Obecní dům
- 1941 – O. Bubeníček, souborná výstava, Mladá Vožice
- 1951 – O. Bubeníček, Souborná výstava u příležitosti 80. narozenin, Mladá Vožice
- 1952 – Soubor díla Oty Bubeníčka, JUV v Praze
- 2012 – O. Bubeníček a J. Ullmann, Galerie Goltzova tvrz, Golčův Jeníkov
- 2014 – O. Bubeníček, výstava kreseb, grafik a akvarelů, Kulturní dům, Dobříš
- 2015 – O. Bubeníček, výstava obrazů a kreseb, Městská galerie MY, Jablonec nad Nisou
- Dále vystavoval v Plzni, Českých Budějovicích, Táboře, Ostravě, Brně, Bratislavě a v dalších českých městech. V zahraničí např. Vídeň, Drážďany, Lipsko, Karlsruhe, Stuttgart, Amsterdam, Augsburk, Poznaň, Kodaň a Stockholm.

## Ocenění
- 1903 – Purmanovo krajinářské stipendium
- 1905 – Hlávkovo absolventské cestovní stipendium (opětovně i v r. 1906)
- 1911 – Cena Akademie věd a umění Za obraz Po dešti
- 1932 – Čestný člen Jednoty umělců výtvarných (člen od r. 1902)
- 1932 – Čestný občan města Mladá Vožice
- 1940 – Čestný diplom Loutkářského soustředění za zásluhy o české loutkářství
- 1946 – Čestný předseda Loutkářského soustředění
- 1947 – Krajinářská cena Františka Kavána za soubor obrazů z Vožicka
- 1952 – Cena Josefa Mánesa za celoživotní dílo
- 1961 – Titul Zasloužilý umělec za celoživotní dílo